# 柳田哲志
柳田 哲志（やなぎた てつし、1967年9月1日 - ）は、テレビ宮崎のアナウンサー。宮崎県ボッチャ協会副会長。
宮崎県宮崎郡佐土原町（現在の宮崎市）出身。同志社大学卒業後の1992年にテレビ宮崎へ入社。

## 担当番組

### 現在の担当番組
- みやざきゲンキTV

### 過去の担当番組
- JAGAJAGA天国
- Mスポーツ
- マッポス

## 生放送中の事故・そして現場復帰
- 2008年6月14日、「JAGAJAGA天国」での生放送中に高千穂町で行われた尻相撲のイベントに参加し、水田に用意した発泡スチロール製の土俵から水田へ頭から飛び込んでしまい、頚椎骨折・脊髄損傷の重傷を負う。命に別状は無かったが一時、全身麻痺の状態に陥った。柳田のブログは事故以降、更新を停止していたが2009年6月8日、約一年ぶりに更新された。10か月の入院の後、2009年4月9日に車いすで一時帰宅が許され、UMK本社にも訪れた。ただし、下半身や腕の麻痺は残ったままであった[2]。
- 翌年2010年8月2日付のブログでは、大分県別府市の施設で、自助具を使ったパソコン訓練・髭剃り訓練などをしていることが明かされた。
- 2011年8月21日放送の「24時間テレビ 「愛は地球を救う」」（宮崎ローカル）で、3年ぶりにテレビ出演を果たす[3]。この間リハビリ中の一環として、ITパスポート試験に合格。
- 2012年4月7日放送開始の「マッポス」（宮崎ローカル、JAGAJAGA天国の後番組）で、レギュラー番組復帰を果たした。現在は『みやざきゲンキTV』に出る以外はナレーション中心。